# Бірецький Іван Іванович
Івáн Біре́цький (1815, Кальниця — 12 липня 1883, Угнів, нині Сокальський район Львівської області) — греко-католицький священник, український суспільний діяч, перший збирач лемківського фольклору.

## Життєпис

### Душпастирське служіння
1839 року закінчив Львівську духовну семінарію, після чого в 1842 році був висвячений на священика. Під час навчання почав співпрацю з Руською трійцею.
У 1842–1853 роках служив у парафії в с. Бахір Березівського деканату Перемишльської єпархії УГКЦ (перші 2 роки як адміністратор, пізніше як парох). Проводив там жваву громадську діяльність, організувавши серед іншого школу. В 1853–1856 роках був парохом у Верблянах, у 1849–1853 роках — адміністратор бірчанського деканату, а з 1856 року — парох в Угневі і декан Угнівського деканату.

### Культурно-просвітницька діяльність
Листувався з Яковом Головацьким та Іваном Вагилевичем, описуючи свою працю зі збирання лемківського фольклору в Західних Карпатах. Зібрані колядки, пісні, загадки та притчі надіслав до Львова. Шістдесят загадок було вміщено до збірки «Галицьки приповідки і загадки» Григорія Ількевича, яку 1841 року видав у Відні Іван та Яків Головацькі. Видання книжки було великою подією та поштовхом до розвитку українського патріотизму.
Пісні, зібрані Бірецьким, увійшли також до збірки «Народные песни Галицкой й Угорской Руси» (Москва, 1878), яку редагував Головацький.
1848 року був учасником Собору руських учених у Львові, де виконував функції секретаря комісії з історії та географії. Був також членом-засновником Галицько-Руської матиці і секретарем Руської Ради в Перемишлі.